# Filet (typographie)
Pour les articles homonymes, voir Filet.

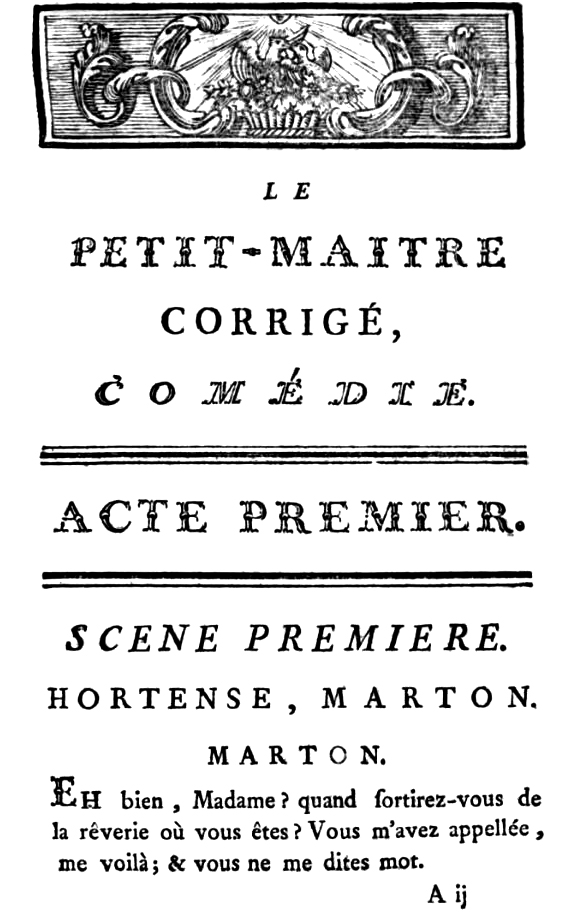
En haut de la page, le bandeau ; au centre, un filet triple et un filet cadre encadrent les mots

En typographie, un filet est un trait de taille et de graisse variables qui accompagne les éléments de texte ou les images pour les mettre en valeur et les différencier, pour créer des tableaux et des encadrés, pour séparer des colonnes. Il marque aussi la fin d'un chapitre ou sert simplement d'élément décoratif dans la composition. En informatique personnelle, il est souvent confondu à tort avec la commande « souligné ».

## Types de filet
Les filets se distinguent par leur épaisseur : ils peuvent être maigre, mi-maigre, quart-gras, mi-gras, ou œil plein. Ils se distinguent également par leur style : pointillé ou tremblé, double (les filets doubles sont dits double-maigre ou gouttière), cadre (un filet cadre est un filet maigre doublé d’un gras) ou triple.
Un filet portant en son milieu un renflement circulaire ou anguleux est dit « filet anglais » : il sert dans les journaux à séparer les différents articles. Il existe un grand nombre de filets de fantaisie proposé par les différentes fonderies.
Comme les caractères typographiques, les filets sont réalisés en plomb, mais parfois aussi en zinc. Au XIXe siècle, le fabricant Hermann Berthold propose des filets en laiton, beaucoup plus précis et plus résistants. Il est le premier à atteindre la finesse d’un point typographique. Il se spécialise également dans la fabrication de filets circulaires ou cintrés destinés à la fabrication des timbres en caoutchouc.
Les filets sont disponibles aux tailles standard, mais les typographes les coupent et les tordent pour réaliser les figures de leur composition, voire de véritables dessins, avant que la photogravure ne fournisse des clichés à moindre frais.

## Représentation informatique
En HTML :
- en HTML 4.01, un filet horizontal s'obtient avec la balise <hr> (horizontal rule) ; en HTML 5, avec la notion de séparation du fond et de la forme, cette balise indique une rupture thématique dans le texte qui est en général rendu par un filet horizontal ; en XHTML, la balise est <hr /> ;
- pour les tableaux, les filets sont décrits par l'attribut border (bordure) ; par exemple <table border="1"> … </table>. Son usage est cependant déprécié au profit du CSS.

En CSS, les filets sont définis par les propriétés border-color pour la couleur, border-style pour le type de trait (continu, pointillés, tirets) et border-width pour la graisse (« largeur ») ; par exemple
```
<
div
 
style
=
"border-color: gray;

  border-style: dotted;

  border-width: medium"
>

    Lorem ipsum…

</
div
>

```

On peut définir toutes les caractéristiques du filet d'un coup avec la propriété border : <div style="border: gray dotted medium"> … </div>. On peut également définir séparément les filets haut, bas, gauche et droite avec les propriétés border-top, border-bottom, border-left et border-right : <div style="border-bottom: gray dotted medium"> … </div>.
En LaTeX, un filet horizontal s'obtient avec la commande \hrulefill. Un filet autour d'un groupe de mots (encadrement) s'obtient avec \fbox{…}.
Dans un tableau, on définit un filet vertical avec un « tube » | dans la définition des colonnes, et un filet horizontal avec la commande \hline, par exemple :
```
\begin
{
tabular
}{
|c|c|
}

\hline

A 
&
 B
\\
 
\hline

C 
&
 D
\\
 
\hline

\end
{
tabular
}

```

Unicode (le standard Unicode) possède une table dédiée aux filets : voir la table des caractères Unicode/U2500. Les glyphes intègrent pour la plupart les caractères semi-graphiques utilisés avant 1990,. Les filets définis par Unicode, dans la plage U+2500-U+257F, comprennent notamment des filets horizontaux, verticaux, et d'autres filets permettant de composer des tableaux en mode caractères, comme le permet historiquement DOS.
| nom usuel                        | glyphe | point de code Unicode | nom Unicode français                        | nom Unicode anglais                          | entité HTML |
| -------------------------------- | ------ | --------------------- | ------------------------------------------- | -------------------------------------------- | ----------- |
| filet horizontal                 | Oo─Oo  | U+2500                | filet fin horizontal                        | box drawings light horizontal                | &#x2500;    |
| filet horizontal gras            | Oo━Oo  | U+2501                | filet épais horizontal                      | box drawings heavy horizontal                | &#x2501;    |
| filet horizontal, 2 × tiret      | Oo╌Oo  | U+254C                | filet fin doublement tireté horizontal      | box drawings light double dash horizontal    | &#x254C;    |
| filet horizontal gras, 2 × tiret | Oo╍Oo  | U+254D                | filet épais doublement tireté horizontal    | box drawings heavy double dash horizontal    | &#x254D;    |
| filet horizontal, 3 × tiret      | Oo┄Oo  | U+2504                | filet fin horizontal triplement tireté      | box drawings light triple dash horizontal    | &#x2504;    |
| filet horizontal gras, 3 × tiret | Oo┅Oo  | U+2505                | filet épais horizontal triplement tireté    | box drawings heavy triple dash horizontal    | &#x2505;    |
| filet horizontal, 4 × tiret      | Oo┈Oo  | U+2508                | filet fin horizontal quadruplement tireté   | box drawings light quadruple dash horizontal | &#x2508;    |
| filet horizontal gras, 4 × tiret | Oo┉Oo  | U+2509                | filet épais horizontal quadruplement tireté | box drawings heavy quadruple dash horizontal | &#x2509;    |
| filet horizontal double          | Oo═Oo  | U+2550                | filet double horizontal                     | box drawings double horizontal               | &#x2550;    |

Légende : Les caractères neutres Oo  Oo : illustrent un contexte, le rectangle coloré indique la chasse et le corps de ces caractères ; Le caractère à représenter est affiché sur un autre fond coloré C ; diacritique Un diacritique est composé avec le caractère « ◌ », l'affichage est représenté avec le corps, et la chasse de ce caractère « ◌ », des exemples sont ◌̰, ◌̃, ou ◌͠◌